# Manuela Trasobares i Haro
Manuela Trasobares i Haro (Figueres, 28 de setembre de 1962) és una cantant, pintora, escultora i política catalana.
Va estudiar belles arts a la Facultat de Belles Arts de la Universitat de Barcelona, pintura i escultura a les escoles Massana i Leonardo Da Vinci de Barcelona i bel canto al Conservatori de Sofia (Bulgària). Ha actuat com a mezzosoprano al Liceu de Barcelona, a La Scala de Milà i al Palau de la Música de València. Ha treballat també per a espectacles d'òpera. Amb 17 anys es va sotmetre a Londres a una operació de reassignació de sexe i des d'aquest moment va començar la seva lluita per la igualtat. L'any 1997 va protagonitzar una apassionada defensa de la llibertat individual, a la manera de catarsi personal, en el programa Parle vosté, calle vosté de Canal Nou, al qual havia estat convidada per l'exdirector de la revista El Temps, Josep Ramon Lluch.
Instal·lada a la ciutat de València es va formar com a artista fallera i va plantar falles de caràcter reivindicatiu, amb una gran implicació política (especialment amb missatges dirigits a José María Aznar i a Rita Barberá). Amb l'excusa de la seva perillositat social i la denominació de les seves creacions com a obres d'art, que no de falles, va ser expulsada pel Gremi d'Artistes Fallers de València. Actualment pertany al Gremi d'Artistes i Artesans Fallers de Borriana. En 2007 es va impedir l'exposició de dues de les seves escultures, de temàtica religiosa, a l'Espai D'Art Contemporani de Castelló, aparentment a causa de pressions a la Generalitat Valenciana per part del partit Comunión Tradicionalista Carlista del Reino de Valencia. El 2007 es va presentar a les eleccions municipals de Geldo (Alt Palància), pel partit Acció Republicana Democràtica Espanyola (ARDE), i es va convertir en la primera regidora transsexual de l'Estat espanyol.